# Provincia de Copiapó

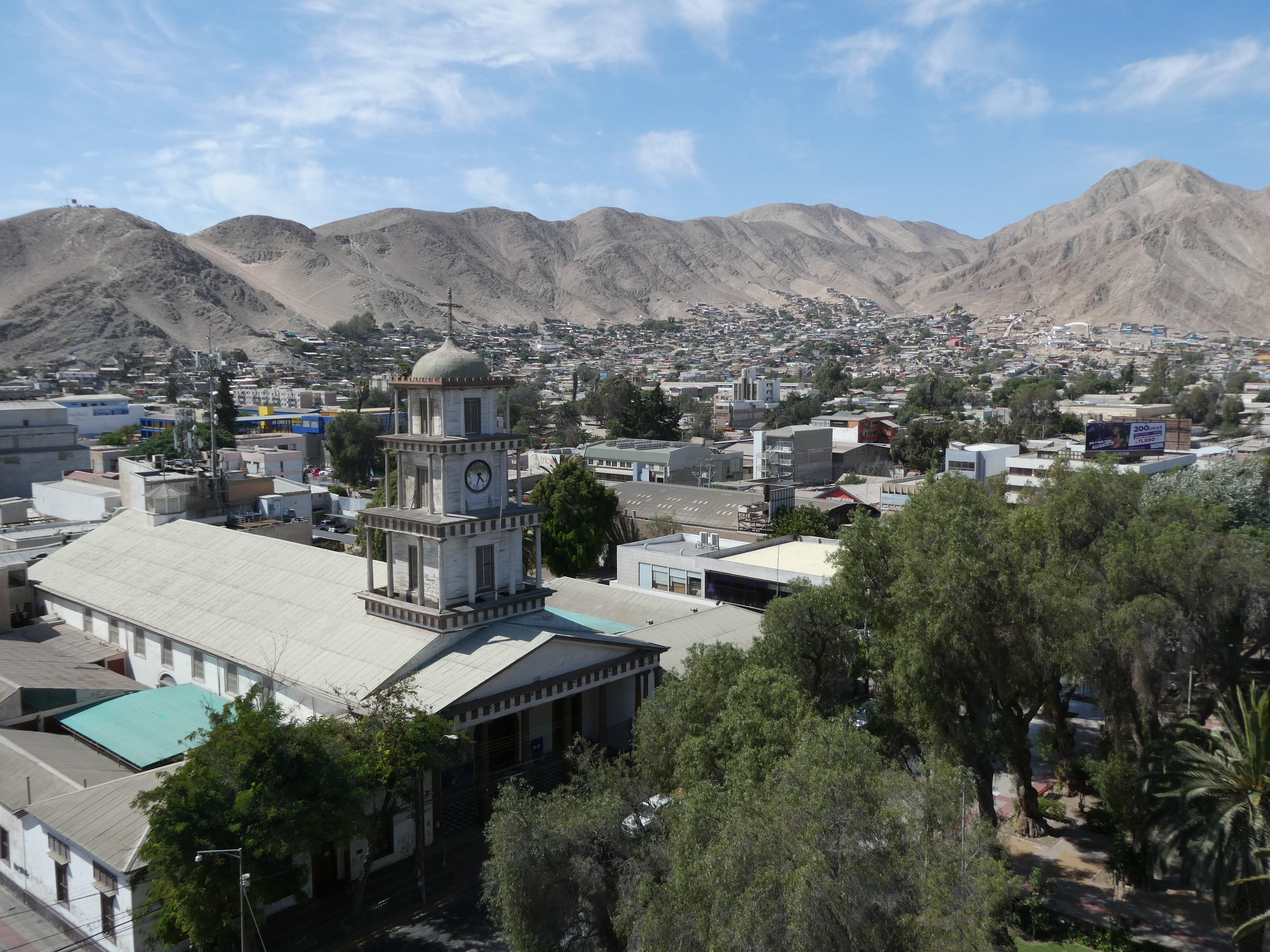
Vista de la ciudad de Copiapó.

La Provincia de Copiapó se ubica en el centro de la Región de Atacama, Chile. Cuenta con una superficie de 32.538,5 km² y posee una población de 188.323 habitantes. Su capital provincial es la ciudad de Copiapó.

## Economía
En 2018, la cantidad de empresas registradas en la provincia de Copiapó fue de 3.839. El Índice de Complejidad Económica (ECI) en el mismo año fue de 0,1, mientras que las actividades económicas con mayor índice de Ventaja Comparativa Revelada (RCA) fueron Servicios en Cementerios (109,35), Extracción de Oro y Plata (57,69) y Extracción de Minerales de Hierro (39,1).

## Comunas
La provincia está constituida por 3 comunas:
| Código | Comuna          | Capital         | Superficie (km²) | Población (2017) | %      |
| ------ | --------------- | --------------- | ---------------- | ---------------- | ------ |
| 03101  | Copiapó         | Copiapó         | 16 681           | 153 937          | 82,93% |
| 03102  | Caldera         | Caldera         | 4 666,6          | 17 662           | 9,52%  |
| 03103  | Tierra Amarilla | Tierra Amarilla | 11 191           | 14 019           | 7,55%  |
| Total  | Total           | Total           | 32 538,6         | 185 618          | 100%   |

## Autoridades
Las autoridades son nombradas directamente por el Presidente de la República y se mantienen en su cargo mientras cuenten con su confianza.

### Gobernador Provincial (1976-2021)

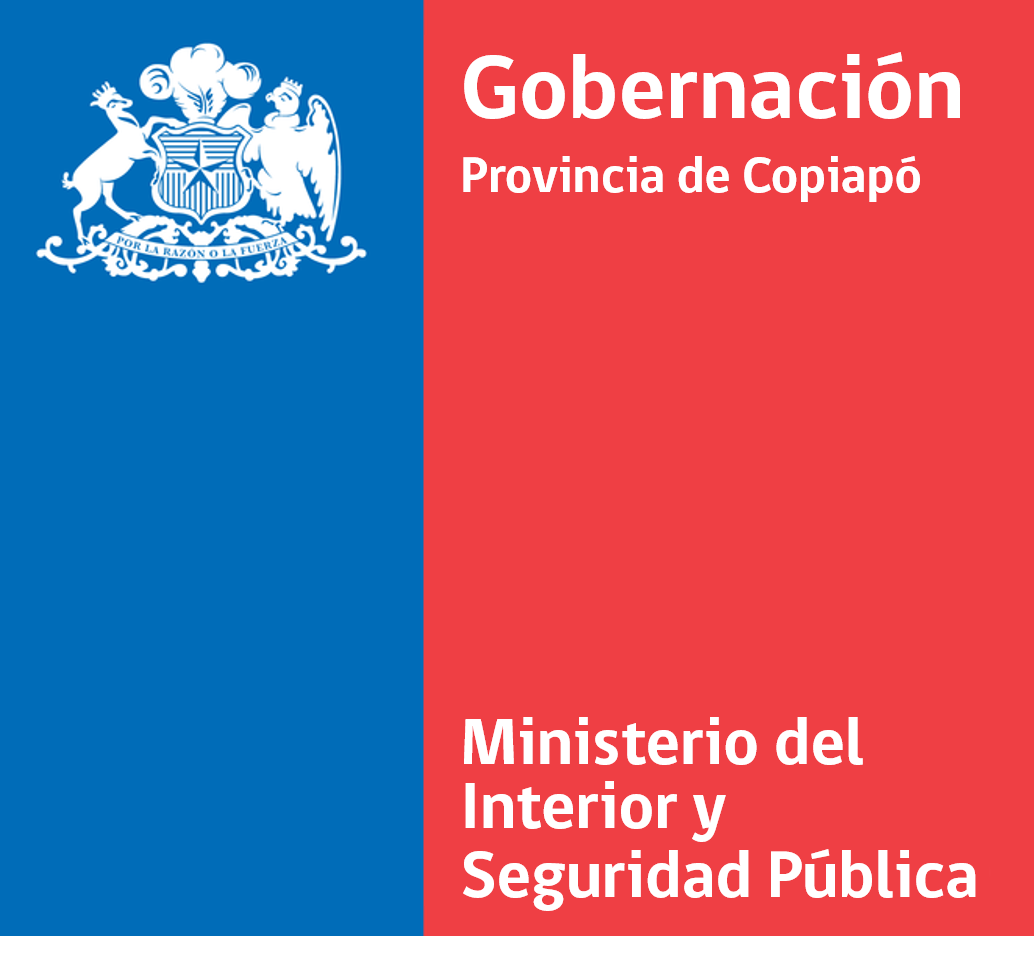
Logotipo de la Gobernación de la Provincia de Copiapó hasta 2021.

Las siguientes personas ejercieron como gobernadores provinciales desde que se implementó la regionalización.
| Gobernador(a)                      | Partido | Partido | Inicio                  | Final                   | Presidente(a) | Presidente(a)           |
| ---------------------------------- | ------- | ------- | ----------------------- | ----------------------- | ------------- | ----------------------- |
| Plutarco Villalobos                |         | Ind.    | 1976                    | 1978                    |               | Augusto Pinochet        |
| Raúl Porcile Calderón              |         | Ind.    | 1978                    | 1988                    |               | Augusto Pinochet        |
| Carlos Vilches Guzmán              |         | RN      | 1988                    | 1989                    |               | Augusto Pinochet        |
| Ximena Peñaloza H.                 |         | Ind.    | 1989                    | 11 de marzo de 1990     |               | Augusto Pinochet        |
| Ruth Vega Donoso                   |         | PS      | 11 de marzo de 1990     | noviembre de 1992       |               | Patricio Aylwin         |
| Guillermo Devia Funes              |         | PS      | Noviembre de 1992       | 11 de marzo de 1994     |               | Patricio Aylwin         |
| Vicente Carrera Arancibia          |         | PDC     | 11 de marzo de 1994     | 11 de marzo de 2000     |               | Eduardo Frei Ruiz-Tagle |
| Francisco Donoso Carrasco          |         | PRSD    | 11 de marzo de 2000     | 2003                    |               | Ricardo Lagos           |
| Antonino Prado Castro              |         | PRSD    | 2003                    | 11 de marzo de 2006     |               | Ricardo Lagos           |
| Jorge Campillay Ramírez            |         | PS      | 11 de marzo de 2006     | 11 de marzo de 2010     |               | Michelle Bachelet       |
| Nicolás Noman Garrido              |         | UDI     | 11 de marzo de 2010     | 12 de noviembre de 2012 |               | Sebastián Piñera        |
| Eduardo Esteffan Marco             |         | UDI     | 22 de noviembre de 2012 | 11 de marzo de 2014     |               | Sebastián Piñera        |
| Mario Rivas Silva                  |         | PCCh    | 11 de marzo de 2014     | 10 de noviembre de 2016 |               | Michelle Bachelet       |
| Griselda Soto (s)                  |         | PDC     | 10 de noviembre de 2016 | 18 de noviembre de 2016 |               | Michelle Bachelet       |
| Ericka Portilla Barrios            |         | PCCh    | 18 de noviembre de 2016 | 11 de marzo de 2018     |               | Michelle Bachelet       |
| Manuel Alejandro Corrales González |         | UDI     | 11 de marzo de 2018     | 5 de agosto de 2019     |               | Sebastián Piñera        |
| Paulina Bassaure Aguirre           |         | UDI     | 5 de agosto de 2019     | 14 de julio de 2021     |               | Sebastián Piñera        |

### Delegado Presidencial Provincial (Desde 2021)
Actualmente la provincia de Copiapó no posee un Delegado Presidencial Provincial. Con la nueva ley de descentralización, las gobernaciones de las capitales regionales se extinguen junto con las intendencias, generando una fusión en sus equipos de trabajo, pasando a conformar la Delegación Presidencial Regional, a cargo del Delegado presidencial regional de Atacama. Por lo cual no existe una Delegación presidencial provincial de Copiapó.